# کوه‌های آبی (جامائیکا)
کوه‌های آبی طولانی‌ترین رشته کوه جامائیکاست. قله کوه آبی، در ارتفاع ۲۲۵۶ متر (۷۴۰۲ فوت) بلندترین نقطه جزیره است. از این قله هر دو سواحل شمالی و جنوبی جزیره قابل مشاهده است. در یک روز صاف و آفتابی، نمای کلی جزیره کوبا، در فاصله ۲۱۰ کیلومتر (۱۳۰ مایل) نیز دیده می‌شود. این رشته کوه شامل چهار قصبه است: پورتلند، سنت توماس، سنت مری و سنت اندرو.